# Anholt Fyr
Anholt Fyr  er et af landets første fyr beliggende i Ørkenen ved den nordøstlige ende af øen  Anholt i Kattegat. Det første fyr blev bygget som vippefyr allerede i 1561, sammen med Skagen Fyr. Det nuværende fyr blev opført i 1785, dengang som et åbent kulfyr. Under englandskrigene fra 1807 til 1814 var Anholt besat og fyret blev udvidet med et forsvarsanlæg, som i dag fremstår som en rund kasemat omkring fyrets fod.
I 1842 blev det ombygget med roterende spejle og forsynet med otte argandiske lamper, olielamper med en argandbrænder ved en særlig opbygning gav en større lysstyrke. I 1904 blev de udskiftet med en glødenetsbrænder til petroleum, og i 1963 blev fyret fuldautomatiseret og forsynet med en gasbrænder. I 1996 blev der opsat solceller og en glødelampe.
Umiddelbart syd for fyret ligger den bygningsfredede, rombeformede fyrgård fra 1826, som er privatejet.

## Eksterne kilder og henvisninger
1. ↑  Ørkenen på fredninger.dk
2. ↑  Om fyret på fyrtaarne.dk

- Danske Fyranlæg 1750 - 1950  Skov og Naturstyrelsen 2008